# Robert Johnson (Gouverneur)
Robert Johnson (* 1682 in England; † 3. Mai 1735 in Charleston, Province of South Carolina) war ein britischer Kolonialgouverneur der Province of South Carolina.

## Lebenslauf
Robert Johnson war ein Sohn von Nathaniel Johnson, der zwischen 1703 und 1709 ebenfalls Gouverneur in South Carolina war. Später wurde er der Schwager des zukünftigen Kolonialgouverneurs Thomas Broughton, der seine Schwester Ann geheiratet hatte. Einen Teil seiner Jugend verbrachte er auf den Antillen, wo sein Vater in der zweiten Hälfte der 1680er Jahre ebenfalls Kolonialgouverneur war. Anschließend kam er mit dem Vater nach South Carolina, wo der Vater größere Ländereien erwarb, die der Sohn später erbte. Im Jahr 1717 wurde der jüngere Johnson als Nachfolger von Robert Daniell zum neuen Gouverneur der Province of South Carolina ernannt. Dieses Amt bekleidete er zunächst bis zum 21. Dezember 1719. Damit war er der letzte Gouverneur der sogenannten Proprietary Period der Kolonie, die von 1670 bis 1719 währte. Nach seiner Amtszeit begann die sogenannte Royal Period, die bis zum Ende der britischen Kolonialzeit im Jahr 1776 andauerte. Johnson ging auch gegen die Piraten vor. Es gelang ihm einige der führenden Piraten zu verhaften. In Charleston wurden viele der Piraten mit dem Strang hingerichtet. Johnson förderte auch die Ansiedlung neuer Kolonisten und wie Erweiterung der Kolonie nach Westen. Innenpolitisch war die Kolonie in zwei Lager gespalten. Es gab Bestrebungen die Kolonie direkt der britischen Krone zu unterstellen, was in der Folge dann auch geschah. Gegen diese Bewegungen gab es eine starke Opposition. Daraus resultierten dann Spannungen und Aufruhr. Im Dezember 1719 wurde Johnson, der sich damals weigerte den Schritt zur königlichen Kolonie zu vollziehen, durch James Moore II abgelöst.
Im Jahr 1724 kehrte Robert Johnson vorübergehend nach England zurück. Im Jahr 1729 wurde er zum königlichen Gouverneur der Province of South Carolina ernannt. Damit kehrte er praktisch in sein früheres Amt zurück, wo er am 15. Dezember 1730 die Nachfolge von Arthur Middleton antrat. In der Kolonie genoss er allgemeines Vertrauen, der politischen Kräfte. Er unterstützte die Gründung der neuen britischen Kolonie Georgia südlich von South Carolina. Damit wurde ein Puffer zwischen South Carolina und dem spanischen Florida gelegt. Außerdem setzte er seine Bestrebungen nach der Erweiterung des Siedlungsraumes fort. Damals entstand ein neues Konzept zur Gründung von neuen Siedlungen und Orten. Sein sogenannter Township Plan erleichtere die Verteidigung gegen Indianerüberfälle, förderte die lokale Wirtschaft und ermutigte europäische Auswanderer zur Ansiedlung in South Carolina. Darüber hinaus gelang es Johnson seine Kolonie nach langen Jahren innerer Spannungen und Unruhen zu befrieden. Außerdem konnte die Verschuldung reduziert werden. Johnson behielt sein Amt bis zu seinem Tod am 3. Mai 1735.